# Максимилиан Эрнст Австрийский
Максимилиан Эрнст Австрийский (нем. Maximilian Ernst von Österreich; 17 ноября 1583, Грац, эрцгерцогство Австрия — 18 февраля 1616, Зеккау, эрцгерцогство Австрия) — принц из дома Габсбургов, эрцгерцог Австрийский. Сын эрцгерцога Карла II и Марии Анны Баварской, младший брат императора Священной Римской империи Фердинанда II.

## Биография
Родился в Граце, о первых годах его жизни мало известно. Впервые упоминается в 1592 году, когда Максимилиан Эрнст и его мать сопровождал свою старшую сестру Анну вышедшую замуж за короля Сигизмунда III.
25 апреля 1606 года в Вене, вместе со своим братом Фердинандом и кузенами Максимилианом III и Маттиасом, Максимилиан Эрнест подписал документ, в соответствии с которым его двоюродный брат, император Рудольф II, был объявлен недееспособным из-за своего психического заболевания и Маттиас был объявлен регентом над частью территорий Габсбургов.
Его двоюродный брат Максимилиан III Австрийский, гроссмейстер Тевтонского ордена, разрешил Максимилиану Эрнсту присоединиться к ордену в 1615 году, а год спустя, в 1616 году, назначил его ландкомтуром баллея в Австрии. Он был назначен заместителем магистра, и уже было известно, что Максимилиан Эрнст станет следующим Великим магистром, но он неожиданно умирает в возрасте тридцати двух лет, безбрачным и бездетным (однако он оставил внебрачного сына, дона Карлоса д' Австрия, который умер в 1638 году). Был похоронен в аббатстве в Зеккау.